# دالة ترجيح
دالة الترجيح هي أداة رياضية تُستخدم عند إجراء مجموع أو تكامل أو متوسط لإعطاء بعض «الأوزان» أو تأثير على النتيجة أكثر من العناصر الأخرى في نفس المجموعة. نتيجة هذا التطبيق لدالة الوزن هي مجموع مرجح أو متوسط مرجح. تستخدم دوال الترجيح بشكل متكرر في الإحصاء والتحليل الرياضي، وترتبط ارتباطًا وثيقًا بمفهوم القياس. يمكن استخدام دوال الترجيح في كل من الإعدادات المتقطعة والمستمرة. يمكن استخدامها لبناء أنظمة حساب التفاضل والتكامل التي تسمى «حساب التفاضل والتكامل المرجح».

## استخدامات

### الإحصاء
في نظرية الاحتمالات والإحصاء، دالة الترجيح هي دالة الاحتمال الشرطي، باعتبار أن الحدث السابق وليس اللاحق هو متغير الدالة.
إذا كان لدينا حدثين {\displaystyle A} و{\displaystyle B}، وكان احتمال وقوع {\displaystyle A} مع العلم بوقوع {\displaystyle B} هو: 
{\displaystyle P(A\mid B)}.
يمكننا أن نقول أن دالة الترجيح هي:
{\displaystyle b\mapsto P(A\mid B=b),}
أي دالة أخرى متنايبة مع الدالة السابقة تعتبر دالة ترجيح أيضا، إذا دالة الترجيح ليست دالة مفردة وإنما صف تكافؤ من الدوال الرياضية:
{\displaystyle L(b\mid A)=\alpha \;P(A\mid B=b)}
دالة الترجيح إذا تقوم توفر لنا دراسة تغيرات الاحتمالات الشرطية {\displaystyle A} بتغير الحوادث السابقة لها {\displaystyle B=b}.

## اقرأ أيضا
- احتمال مسبق